# Свлачище
Свлачищата представляват форми на релефа, в които личат безредно разположени вдлъбнатини и издатини, редуващи се с малки площадки с обратен наклон. Те се образуват при подхлъзване или свличане на част от планински склон или бряг, без да става срутване и разрушаване структурата на пластовете под влияние на земната гравитация. Те са особено чести явления в местата с благоприятна структура (определен наклон в една посока към долината или брега) и активна дейност на подпочвените води, при подмиване на брега от речните и морски води. При наличието на подложка от глинести пластове или слабо споени пясъци под серия от водопропускливи и слабо пропускливи пластове най-често се причиняват свличания. Под тежестта на отгоре лежащите пластове силно овлажнените от подпочвените води глини или пясъци се размекват и стават като пързалка, по която се подхлъзват по посока на наклона неустойчивите пластове.
При слаби наклони подхлъзванията на земната повърхност се проявяват в нагърчване, предимно по почвената и тревиста покривка, в нейното напукване и разкъсване. Когато тези свличания се проявят по склон, покрит с горска растителност, се получава много интересно наклоняване на дърветата в различни посоки, поради което тази гора носи названието „пияна гора“ и тя се явява главен указател за наличието на свлачище.
Свлачищата са много пакостни процеси по земната повърхнина. Те са силно проявени и в изкопите край трасетата на жп линии и шосета, където причиняват големи вреди особено при проливни дъждове. Изобилната влага размеква глинестите пластове, размеква почвената покривка и землистите и каменисти маси се придвижват по естествения наклон.
Свлачищните процеси нямат внезапен характер и е възможно да бъдат регулирани с технически средства. Във времето те имат периоди на затихване и усилване. След активизирането на свлачището може да се стигне до възникване на бедствена ситуация.
На територията на България свлачищата са около 1000 и засягат площ от над 200 000 декара. Те имат най-голям разрушителен ефект по черноморското ни крайбрежие около град Варна и особено край Балчик. Там целият склон се придвижва към морето, къщите се наклоняват, напукват се стени, изкривяват се прозорци и врати. Същите процеси, но в по-слаба форма се установяват по дунавското крайбрежие при Тутракан и Оряхово.

## Елементи и класификация на свлачищата
Основите елементи на свлачищата са:
- повърхнина – повърхнината (повърхнините) на плъзгане, по която се свличат земните маси. Тя може да е най-различна в зависимост от типа на свлачището. При някои видове свлачища вместо повърхнина се формира слой (зона), в който настъпва разрушаването;
- дълбочина – разстоянието от горната повърхност на свлачището до повърхнината на плъзгане. Разстоянието се измерва перпендикулярно на горната повърхност на свлачището;
- тяло – целият обем на свличащите се земни маси;
- глава (вежда) – най-горната част на свлачищното тяло;
- пета (език) – най-долната част на свлачищното тяло;
- дължина – разстоянието от главата до петата на свлачищното тяло;
- широчина – най-голямото разстояние напречно на посоката на свлачището.

Според Наредба 12, свлачищата се разделят в зависимост от:
1. геоложките и тектонските си характеристики:
  - асеквентни – свлачища, образувани в еднородни почви;
  - консеквентни – свлачища, при които свличането е по разделителните повърхнини между разнородни пластове, по прослойки със или без наличие на пукнатини;
  - инсеквентни – свлачища, при които повърхнината на плъзгане пресича повърхнините на напластяване.
2. механизма на процесите:
  - делапсивни – свлачища, които се зараждат в долната част на склоновете, след което свлачищният процес постепенно се придвижва нагоре. Обикновено тези свлачища се предизвикват от морска и речна абразия, ерозия от повърхностни води в петата на склоновете, пресичане на терени от пътища и железопътни линии, неправилна технология при планировка на терена, линейни изкопи за водопроводни и канализационни мрежи и др.
  - детрузивни – свлачища, които започват в горната част на склоновете, като свличащите се земни маси вследствие натиска отгоре образуват т. нар. „свлачищен купол“. Най-често причините за възникване на детрузивни свлачища са: претоварване в горния край на откоса; преовлажняване в горния край на откоса, причинено от извори и водопроводни и канализационни съоръжения; натиск, който се упражнява при пропадането на льосови почви (образуване на почвени клинове) и др.;
  - консистентни – свлачища, които възникват вследствие на преовлажняване и влошаване консистенцията на глинести почви, от които са изградени склоновете. Те са сравнително плитки, често повърхностни, вкл. при незначителни наклони на откосите;
  - срутища – внезапно нарушаване на устойчивостта на стръмни склонове от сравнително твърди почви или скали, което често се наблюдава по пукнатини. При срутища повърхнината на плъзгане обикновено е по-стръмна от 45 градуса.
  - пълзящи склонове – свлачища с движение на повърхността до 0,05 mm в денонощие.
3. дълбочината на повърхнината на плъзгане:
  - дълбоки – свлачища с криволинейна, нефиксирана повърхнина на плъзгане, която се образува на дълбочина от повърхността на терена, по-голяма от 4 m;
  - плитки – свлачища с дълбочина до 4 m;
  - повърхностни – свлачища, които са силно зависими от атмосферните води. При тях фиксираната повърхнина (плоскост) на плъзгане следва приблизително наклона на терена. Такива свлачища обикновено са от делапсивен или консеквентен тип.